# Вайолет Парр
Вайолет Парр (англ. Violet Parr) — вигадана персонажка анімаційного супергеройського фільму Pixar «Суперсімейка» (2004) та його продовження «Суперсімейка 2» (2018). Найстарша дитина Боба та Гелен Парр (Містер Неймовірний і Еластігерл), Вайолет народилася з надлюдськими здібностями робити себе невидимою та створювати силові поля. Озвучена Сарою Вовелл, Вайолет — сором'язлива учениця молодшої школи, яка прагне стати серед своїх однолітків, і, на її думку, цьому заважають її надздібності. Протягом фільмів Вайолет поступово дорослішає і стає більш впевненою в собі як дівчина та супергероїня.
Творець Вайолет, сценарист і режисер Бред Берд, вирішив наділити Вайолет здатністю ставати невидимою, бо відчув, що ця специфічна суперсила відображає деякі проблеми, з якими стикаються дівчата-підлітки під час дорослішання, а саме: невпевненість у собі та замкненість. Берд взяв Вовелл на роль Вайолет після того, як вона розповіла реальну історію про свого батька для радіопрограми «Це американське життя», і Вайолет зрештою стала першою озвученою роллю Вовелл. Вовелл ідентифікувала себе з сором'язливою, невпевненою натурою героїні, а також помітила схожість між стосунками Вайолет з Бобом та її стосунками з власним батьком.
Було розроблено нову комп'ютерну технологію для оживлення волосся Вайолет, яке аніматори визначили як найскладніший компонент «Суперсімейки», оскільки така велика кількість волосся ніколи раніше не фігурувала в комп'ютерних анімаційних фільмах. Волосся персонажки є важливим аспектом розвитку характеру Вайолет, що демонструє неухильне зростання її впевненості в собі, оскільки вона поступово перестає ховати за ним своє обличчя.
Прийняття Вайолет було позитивним, кінокритики високо оцінили розвиток її характеру та близькість, а також вокальне виконання Вовелл. Критики також часто порівнюють Вайолет із супергероїнею коміксів Невидимою леді, чиї надздібності вона має. Відтоді образ персонажки використовувався в кількох супутніх медіа та товарах, пов'язаних з фільмами, включаючи іграшки, книги та адаптації відеоігор.

## Розвиток

### Створення та кастинг
Сценарист і режисер Бред Берд задумував Вайолет як «14-річну дівчинку-підлітка, яка просто хоче бути невидимою». У ранніх чернетках сценарію Вайолет була зображена немовлям, а не підлітком, оскільки батьки Боб і Гелен Парр спочатку планувалися як супергерої-пенсіонери набагато раніше упродовж фільму. Вайолет озвучила американська письменниця та актриса Сара Вовелл, яка розповіла, що роль їй запропонували несподівано. Починаючи підбирати головних героїв фільму, Берд слухав програму Національного громадського радіо «This American Life», у якій Вовелл часто бере участь. Під час одного з регулярних виступів Вовелл у шоу Берд почув, як вона розповіла анекдот про гармату, яку вона допомагала будувати своєму батькові, зброяру. Берд захотів взяти Вовелл на основі її опису події, вирішивши, що вона «ідеально» підходить на роль, яку він одразу ж зателефонував їй, щоб запропонувати. Вовелл вже заробила репутацію акторки, яка відмовилася від кількох озвучувальних робіт до «Суперсімейки», аж до того, що її агент попередив Берда не витрачати свій час даремно. Однак Вовелл стверджує, що вона просто уникала озвучувальних ролей взагалі, тому що їй було достатньо бути письменницею, і до «Суперсімейки» вона знайшла кілька анімаційних проектів особливо цікавими.

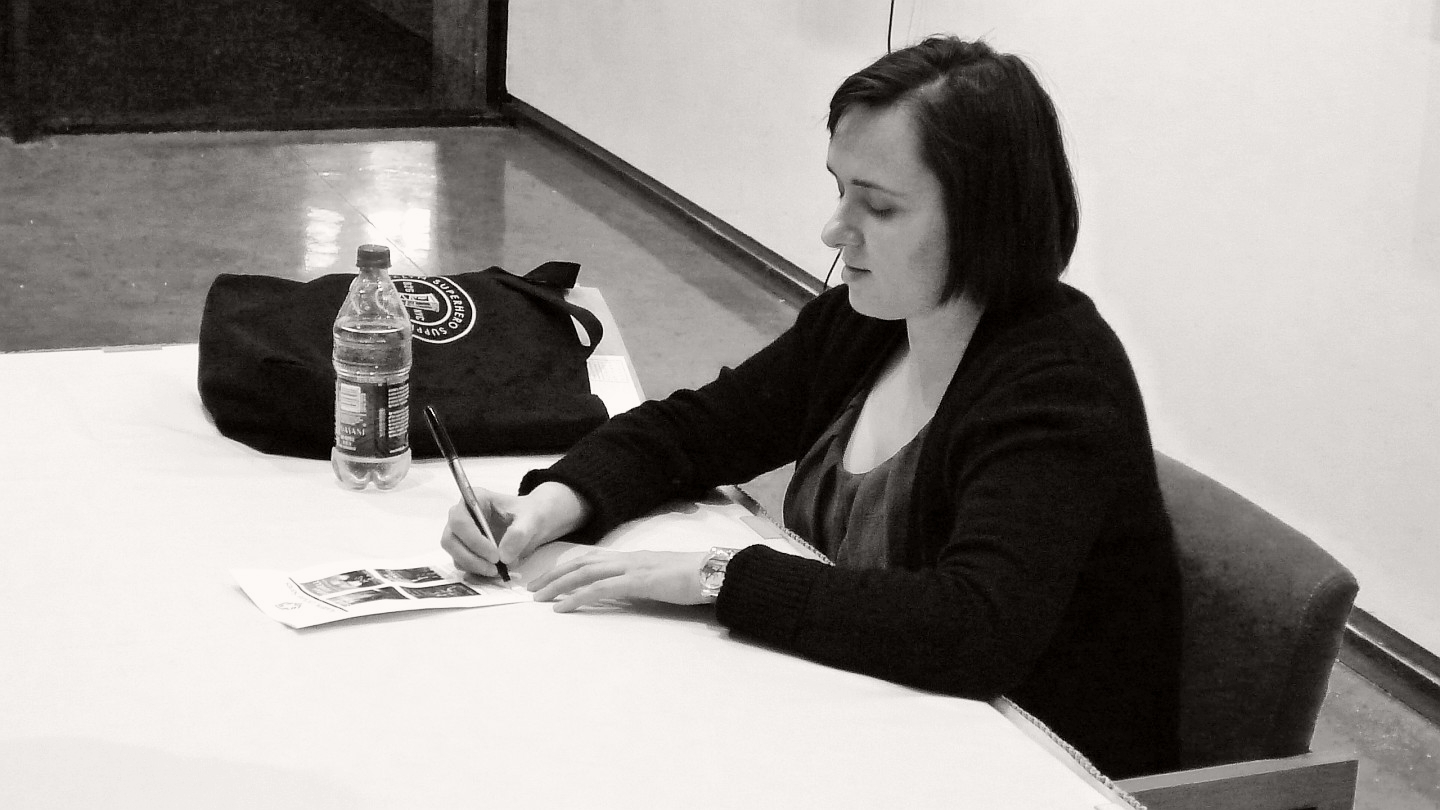
Вайолет озвучує письменниця та радіоведуча Сара Вовелл (на світлині). Режисер Бред Берд дав їй роль, почувши, як вона згадує історію дитинства про свого батька в радіопрограмі This American Life. Вайолет була першою роллю Вовелл в озвучці.

Аніматори анімували приблизну тестову послідовність діалогу Вавелл з радіо-сегменту про гармату її батька, в якому Вайолет зображена наляканою з гарматою, що постійно стріляє в її руках. Незважаючи на деякі вагання через те, що вона ніколи раніше не озвучувала анімаційного персонажа, Вовелл прийняла роль після того, як отримала електронний лист від продюсера фільму, погодившись взяти участь у «Суперсімейці», оскільки вона вважає, що Pixar незмінно «найкращі в тому, що вони роблять», порівнюючи пропозицію з політиком Нельсоном Манделою, який «просив вашої допомоги у боротьбі з расизмом». Вона також була давньою шанувальницею роботи Берда як режисера. Зрештою, Вавелл погодилася на роль, спираючись на єдине зображення персонажки, яке їй надіслали: малюнок Вайолет в оточенні однокласників, усі вони виглядають щасливими і товариськими, окрім самої Вайолет, яка натомість згорблена і ховається за волоссям. Вовелл підсумувала: «Я можу бути цією дитиною. Я була такою дитиною. Мені подобається цей архетип похмурої, сором'язливої, розумної дівчинки-підлітка».
Співавтор IndieWire Олівер Літтелтон вважає, що Вовелл була найнесподіванішим з кастингових рішень Берда. Вовелл сказала, що, як і Вайолет, вона сама «трохи розумна, а також має дивного тата з дивним хобі», вважаючи, що унікальна динаміка між Вайолет і Бобом схожа на її відносини з її власним батьком, зокрема поєднання прихильності, сарказму та збентеження, яке і вона, і її персонажка відчувають до своїх батьків. Вовелл пояснила, що вона має тенденцію нагадувати «розумницю» в розмові зі своїм батьком і вважає, що її тон голосу, можливо, вплинув на рішення Берда взяти її підлітком. Вовелл зізналася, що поділяє «нездатність Вайолет припинити натискати на кнопки», називаючи її схильність висловлювати свою думку на будь-яку тему і талант ставити різні ситуації в незручне становище схожими один на одного.

### Голос
Сара Вовелл виявила, що процес запису дещо схожий на роботу на радіо, за винятком того, що процес вимагав більше стояти, жестикулювати та тісно співпрацювати з режисером. Фільм також вимагав від Вовелл відмовитися від її типово недограної, невимушеної подачі через те, що анімація була ширшою за тональністю та вимагала більше «вигуків», визначивши цей процес як більш схожий на театральну гру, ніж на кіноакторську, оскільки, як і в першому випадку, «анімація … вимагає більшого і масштабнішого». Вона розповіла, що озвучування дівчинки-підлітка вимагало від неї більше акторської майстерності, ніж вона очікувала, оскільки її «виховували як стоїчну особистість». Для сцени, в якій літак Вайолет та її родини падає в океан, Вовелл пила із пляшки води, булькаючи та ковтаючи, щоб імітувати звук людини, яка тоне. Незважаючи на те, що вона використовувала рушник як нагрудник, під час процесу Вовелл все одно була значно мокрою. Акторка виявила, що процес створення невербальних звуків, таких як сміх, позіхання та крик, є найскладнішим компонентом роботи, завданням, до якого робота на радіо її навряд чи підготувала. Під час свого першого сеансу запису актотка намагалася звучати так, ніби її щойно поранили, і тому попросила Берда вдарити її по руці, щоб допомогти їй відтворити звук удару. Вовелл записала крики своєї героїні ближче до кінця зйомок, щоб зберегти її голос, назвавши процес «веселим» і стверджуючи: «Я не думаю, що я кричала … близько 20 років» на той момент.
Вовелл знайшла можливість озвучити супергероїню «захоплюючою», тому що вона вважає себе «скоріше ходячим фільмом Вуді Аллена» в реальному житті через свої страхи водіння та плавання, пожартувавши, що «весело слухати, як мій голос робить [у фільмі] речі, які … я б ніколи не зробила». Воуелл також зізналася, що має тенденцію звучати «мультяшно» і молодо для свого віку, пояснюючи, що озвучування Вайолет «призводить до моєї невпевненості… коли ти хвилюєшся, ти звучиш як у мультфільмі, а потім хтось надсилає мені повідомлення [з питанням], чи не хочу я знятися в анімаційному фільмі… Думаю, я така, яка я є». Берд стверджує, що своїм виступом Вовелл «вибила його з колії», хоча вона стверджує, що її акторська гра вимагала багато додаткового керівництва через її менший досвід, вважаючи, що Берд привернув «додатковий виклик несформованої виконавиця». Продюсер Ніколь Парадіс Гріндл погодилася, що Вовелл «щиро думає так, як Бред [Берд] хоче, щоб думала Вайолет», і це сприяє тому, що її виступи «влучні». Незважаючи на свій успіх, Воуелл стверджує, що вона не є акторкою, називаючи себе просто «письменницею, яка підробляє» акторкою у «Суперсімейці», і наполягаючи на тому, що була б «принижена», якби їй довелося грати в присутності когось, окрім Берда, режисурі якого вона дуже довіряє, пояснюючи: «Я вірю, що він зможе знайти щось у мені або надихнути щось у мені, а також зможе знайти дубль, який буде найкращим».
Вовелл грає головну роль у документальному фільмі про її роботу у фільмі «Вайолет: Есе Сари Вовелл» (Vowellet: An Essay by Sarah Vowell) який включено як бонусну функцію до DVD-випуску «Суперсімейки» 2004 року. У «відеоесе» Вовелл обговорює різноманітні відмінності між озвученням супергероїні та тим, щоб стати персонажем, коли вона писала про вбивства президента, протиставляючи дві різні кар'єри. Аніматори також анімували Вайолет до деяких діалогів Вовел з документального фільму. Берд, який озвучує дизайнера костюмів Едну Мод, був єдиним актором, з яким Вовелл записувалвся під час роботи над обома фільмами. Іноді режисер тимчасово озвучував інших персонажів, з якими Вавелл грала протилежну роль, наприклад, Еластичну дівчину замість актриси Голлі Гантер. У «Суперсімейці 2» Вовел не дозволили прочитати весь сценарій під час запису її діалогу, їй дозволили лише переглянути невеликі уривки, в яких Вайолет говорить або веде розмову з іншими персонажами. До першого перегляду фільму Вовелл була під враженням, що «Суперсімейка 2» здебільшого буде про гнів Вайолет на свого батька, доки не познайомилася з іншими сюжетними лініями та персонажами фільму. Незважаючи на 14 років, що розділяють реліз першого і другого фільмів, Вавелл не знайшла складнощів у поверненні до ролі, назвавши Вайолет персонажкою, з якою вона відчуває себе «тісно пов'язаною», зігравши її приблизно третину свого життя. Гізер Мейсон з Syfy Wire зауважила, що Вовелл поділяє з Вайолет її сухе почуття гумору. На сьогоднішній день фільми «Суперсімейки» залишаються єдиними анімаційними ролями Вовелл.

### Особистість і дизайн
Берда завжди більше цікавив розвиток особистості головних героїв фільму, ніж їхні надздібності. Коли прийшов час визначити сили родини Парр, Берд вирішив черпати натхнення з ролей типових членів нуклеарної сім’ї, ґрунтуючи їхні надздібності та особистості на цих традиційних архетипах. Описуючи Вайолет як «типового підлітка... некомфортного у власній шкірі», який перебуває «на скелястому місці між дитиною і дорослим», Берд вважає, що невидимість буде найбільш підходящою силою для єдиної доньки родини Парр. Описуючи її як молоду жінку, яка хотіла б, щоб інші люди уникали на неї дивитися, Берд уточнив, що деякі дівчата-підлітки схильні відчувати себе невпевнено та захищатися, і таким чином наділила її здатністю ставати невидимою та створювати захисні щити. За словами Вовелл, надздібності Вайолет у вигляді невидимості та силових полів, як і решти членів її родини, «психологічно представляють, ким вона є»; дівчина-підліток, яка прагне бути прихованою та захищеною; актриса описала її як молоду жінку, яка як багато підлітків «перебуває в пастці між дитинством і зрілістю, між самовпевненістю і незахищеністю». Берд намагався збалансувати пригодницьку та «звичайну» складові життя сім’ї, пояснюючи, що глядачі оцінять і будуть ставитися до моментів, коли Вайолет використовує свої сили, якщо відчуває себе приниженою. Що стосується музики, композитор Майкл Джаккіно розробив тему для Вайолет, яку він описав як «скромну і таємничу».
Хоча дія фільмів відбувається приблизно в 1950-х і 1960-х роках, художник по шейдингу Брін Імагіре вирішила додати до гардеробу Вайолет більш сучасний стиль, вважаючи, що силует «пісочний годинник», пишні спідниці та вузькі сорочки, які зазвичай носили молоді жінки в цей період, не дуже пасують героїні, оскільки вона сором'язлива і замкнена. Хоча аніматори зізналися, що використовували моду середини століття «як відправну точку», вони навмисно створили одяг Вайолет більш мішкуватим і з «дуже насиченою" кольоровою гамою, додавши в її одяг різноманітні відрізані джинси, кросівки та светри, щоб підкреслити її бунтарську особистість. Крім того, більшість одягу героїні у першому фільмі — це варіації фіолетового кольору, що натякає на її ім'я. Наприкінці фільму Вайолет одягнули в рожеву сорочку, щоб продемонструвати, що тепер вона «набагато відкритіша — ніби вона розквітає як підліток». Імаджина назвала цю героїню «ідеальним прикладом того, що ми не повернулися до середини століття, а стали сучасними разом з нею». Для сиквелу зростаюча складність силових полів Вайолет вимагала від аніматорів створення нових ефектів; хоча вони залишаються візуально схожими на перший фільм, Вайолет «здатна робити більше зі своїми силовими полями, тому нам довелося з'ясувати, як це змінює вигляд її силових полів», включаючи звукові ефекти і статику при взаємодії з іншими об'єктами, за словами супервайзера ефектів Білла Вотрала.

### Волосся
«Суперсімейка» вимагала використання особливо передових для свого часу комп'ютерних технологій, деякі з яких ще не були «навчені». Комп'ютери використовувалися для моделювання руху волосся та визначення місця розташування волосся на персонажах фільму. На той час це був новий і трудомісткий процес, який вимагав багато часу, були розроблені та впроваджені нові програми та підходи, щоб допомогти аніматорам анімувати волосся Вайолет. Оскільки органічні матеріали все ще вважаються одними з найскладніших об'єктів для анімації в комп'ютерній анімації, волосся Вайолет виявилося найскладнішою темою для аніматорів. Хоча масштабні моделі Вайолет і головних героїв фільму були вперше виліплені з глини художником Кентом Мелтоном, аніматори спочатку намагалися відтворити дуже детальну інтерпретацію волосся Вайолет, створену Мелтоном. За словами керівника моделювання волосся та одягу Марка Генне, волосся Вайолет залишалося «невирішеним дослідницьким проєктом» протягом більшої частини виробництва фільму через його тип і довжину, які ніколи не фігурували в комп'ютерних анімаційних фільмах до «Суперсімейки».
Протягом більшої частини виробництва фільму модель персонажки Вайолет була повністю лисою. Продюсер Джон Вокер часто благав аніматорів надати персонажці певну форму волосся, на що вони відповіли б, «волосся все ще теоретичне»; воно залишалося таким до значного запізнення в завершенні. Вовелл пригадала, що протягом більшої частини процесу запису бачила лише лису ітерацію своєї персонажки. Технічний директор Рік Сейр пояснив, що проблеми, пов'язані з зачіскою Вайолет, пов'язані з тим, що у неї «немає фіксованої зачіски»; її волосся постійно змінює форму, взаємодіючи з іншими об'єктами, включаючи інші пасма її власного волосся, а також її власне тіло. Попри всі складнощі, режисери не піддалися спокусі зробити героїні коротшу, більш слухняну зачіску, наполягаючи на тому, щоб залишити волосся Вайолет довгим, оскільки його довжина відіграє невід'ємну роль в її сюжеті; Вайолет «вся в тому, що вона ховається за своїм довгим прямим синювато-чорним волоссям…. Це настільки важлива частина персонажа, що ми повинні були зробити це правильно». Вайолет також є єдиним членом її родини, який має синяво-чорне волосся; її батько, мати та молодший брат мають світле, каштанове та світле волосся. Берд пояснив, що колір волосся Вайолет є результатом рецесивного гена.
Щоб повністю відтворити волосся Вайолет, аніматорам знадобилося шість місяців. Генне та аніматори виліпили п'ять різних зачісок для персонажки, які використовувалися в різні моменти фільму, які були змінені та скориговані відповідно до різних обставин і умов навколишнього середовища, таких як дощ, вітер і ефекти невагомості її власних силових полів. Зрештою, зачіска Вайолет стала одним із найбільших досягнень фільму, який Сейр відтоді вважав «значним прогресом у правдоподібному зображенні руху волосся, зберігаючи при цьому його стилістичний вигляд… ніхто ніколи раніше не анімував таке волосся для CG-фільму». Складнощі, пов'язані з волоссям Вайолет, зрештою вплинули на зачіску Міраж, яка спочатку була досить довгою, поки Сайре не попросила режисерів зробити її коротшою і «крутішою» через те, що на створення зачіски Вайолет вже було витрачено багато часу і зусиль. Завдяки технологічному прогресу, якого зазнала комп'ютерна анімація з моменту виходу оригінального фільму, для сиквела аніматори змогли переглянути та відтворити складніший, оригінальний дизайн Мелтона для волосся Вайолет, яке «струмиться набагато вільніше» у «Суперсімейці 2». Однак, незважаючи на ці досягнення, керівник симуляції Тіффані Еріксон Клон визнала, що анімація волосся персонажки залишалася складною через те, що воно повинно бути «шовковистим і прямим», але піддаватися «деякому розпаду» під час активних сцен, а також через те, що Вайолет має більшу голову, незважаючи на те, що вона невелика в кадрі, а це означає, що «її волоссю майже ні на що не можна спертися», коли вона рухається. За словами художника-постановника Метта Нолте, режисери погодилися, що у сиквелі волосся Вайолет буде повністю забране назад, щоб підкреслити, «що вона більше не боїться».

## Характеристика і теми

### Невпевненість, замкнутість і сарказм
Спочатку зображена як сором'язлива, боязка та замкнута в суспільстві дівчина, Вайолет важко вписатися серед своїх однолітків, і тому вважає за краще залишатися непоміченою. За словами Аліси Вілкінсон з Rolling Stone, бажання персонажки «сховатися» знайоме практично кожному, хто коли-небудь був незграбним підлітком. Кінокритик Роджер Еберт зазначив, що життя супергероя час від часу виявляється «занадто великим» для Вайолет; вона прагне бути нормальною, як її однолітки, незважаючи на те, що вона зовсім не така, спочатку наполягала на тому, що молодший брат Джек-Джек є єдиним «нормальним» членом її сім'ї, оскільки немовля ще не демонструвало ознак надздібностей. Вона має тенденцію ховатися за своїм довгим чорним волоссям, яке спочатку приховує більшу частину її обличчя протягом більшої частини фільму. Вона носить темні кольори, що свідчить про те, що вона може бути особливо примхливою персонажкою. Часом її зовнішній вигляд і темний гардероб описували як «готичні»; Марк Галверсон з Sacramento News &amp; Review писав, що «Вайолет ховається за образом готки, коли не використовує свою невидимість або силове поле, щоб відштовхувати людський контакт». Письменник IGN порівняв те, як волосся Вайолет спадає на обличчя, з актрисою Веронікою Лейк. Проте вона стає все більш впевненою як у собі, так і в своїх силах у ході фільму, зрештою з'являється з-за свого волосся, використовуючи пов'язку на голові, щоб одягнути її назад, і приймає більш барвистий гардероб. Гріндл пояснила, що героїня успішно «повернула поворот наприкінці першого фільму», і тепер вона нарешті може запросити свою кохану на побачення, що вона частково пояснює тим, що почала вірити в себе в результаті боротьби зі злочинністю разом зі своєю сім'єю. Вайолет 14 років, вона важить приблизно 90 фунтів (41 кг) і її зріст 5 дюймів 3 футів (160 см).
Відповідно до офіційного опису персонажки в прес-релізах для «Суперсімейки 2», Вайолет є соціально незграбною, відкритою, саркастичною, розумною та стриманою, тоді як веб-сайт Pixar описує її як «типову сором'язливу, невпевнену дівчинку-підлітка, яка застрягла на роздоріжжі між дитиною та жінкою». Авторка книги «Зроблено США: дівчата-ікони дорослішають» (Maiden USA: Girl Icons Come Age) Кетлін Свіні назвала персонажку «зів'ялою фіалкою», яка має тенденцію бурмотіти та виглядати сердитою. Джеймс Берардінеллі з ReelViews, описуючи її як зів'ялу фіалку, зауважив, що Вайолет «вступила в ту витрішкувату стадію життя, коли її тіло стає незручним для проживання». Джон Кундерт-Гіббс, автор книги «Акція!: Уроки акторської майстерності для CG-аніматорів», (Action!: Acting Lessons for CG Animators), головна арка Вайолет обертається навколо переходу «від невидимості до видимості для інших». За словами Дафни Карр, авторки книги Nine Inch Nails' Pretty Hate Machine, Вайолет дотримується «архетипу інтровертної, інтроспективної дитини-митця». Олівер Літтелтон з IndieWire вважає, що Вайолет має більше спільного з персонажкою актриси Тори Берч Енід у фільмі «Світ примар» (2001), ніж більшість дівчат-підлітків. Помітивши, що Берд підійшов до дизайну персонажів у спосіб, який є «менш милим» і більш гострим, ніж попередні персонажі Pixar, Джефф Отто з IGN порівняв Вайолет з підлітком-готом Лідією Дітц (Вайнона Райдер) із фільму «Бітлджюс» (1988).
У «Суперсімейці 2» жіночі персонажі відіграють більш центральну роль у сюжеті, а Тодд Маккарті з The Hollywood Reporter зауважив, що Вайолет почала «розправляти крила». Однак вона залишається незграбною дівчинкою-підлітком, «що має силу зробити себе невидимою (хоча, на жаль, не змусити хлопця, в якого вона закохана, дійсно побачити її)», за словами Сема Адамса з Slate у фільмі досліджується її «підлітковий, божевільний розум» і перше розбите серце, на що вона реагує поїданням морозива та розкиданням одягу. Часом Вайолет може бути настільки стурбована власними проблемами, що не помічає деяких ситуацій, які впливають на решту членів її сім'ї, хоча вона зберігає важливість сім'ї. Вовелл зауважила, що темперамент Вайолет досліджується набагато глибше в «Суперсімейці 2», де вона плаче та кричить від роздратування та пристрасті, узагальнюючи персонажку як «гормонального підлітка». Акторка вважає, що її героїня часом «може бути смішною», «але в її гуморі є певний укус … У неї є тенденція коментувати трохи занадто правдиво будь-який даний сценарій … Добре це чи погано, але якщо вона так думає, вона це говорить», описуючи Вайолет як нездатну «редагувати незручні думки». За словами Гізер Мейсон із Syfy Wire, роль Вайолет у сіквелі полягає в тому, щоб «зняти напругу та повернути супергероїв до реальності», «сказавши те, що вони всі думають».
Так само, як і її брат, вона часто обурюється через наполягання матері, щоб її сім'я утримувалася від використання своїх сил у спробі жити як «нормальні» люди. У той же час, однак, Вайолет і Деш є протилежностями в тому сенсі, що хоча Вайолет спочатку не любить мати надздібності, Деш, який володіє надлюдською швидкістю, «закоханий» у свої власні здібності тому характери братів і сестер досить часто стикаються.

### Повноваження і здібності
Вайолет народжується з надлюдськими здібностями робити себе невидимими та створювати силові поля, останнім з яких вона все ще намагається освоїти на початку «Суперсімейки». Її надздібності віддзеркалюють особистість незграбного підлітка, який не любить уваги і воліє уникати погляду, а також її ізольований, захисний характер. За словами кінокритика The New York Times А. О. Скотта, сили Вайолет «слугують головним чином метафорою її сором'язливості та відокремленості». Деякі журналісти погоджуються, що здібності Вайолет нагадують бажання більшості дівчат-підлітків. Сама Вовелл пояснила, що сили її персонажки «відображають випадкові бажання дівчини-підлітка захистити себе, заблокувати світ і уникнути перевірки чи стеження». Вайолет використовує свої здібності як у бою, так і для того, щоб ховатися під час незручних ситуацій, наприклад, коли вона зустрічає Тоні Райдінгера, однокласника, у якого вона закохана. Така поведінка робить персонажку соціальним ізгоєм. Джош Белл з Las Vegas Weekly назвав невидимість Вайолет «фізичним проявом впливу тиску з боку однолітків».
«Суперсімейка» стежить за Вайолет, коли вона вчиться контролювати свої сили. Низька самооцінка Вайолет проявляється у використанні своїх надздібностей до такої міри, що вона обурюється їх володінням, як показано, коли вона намагається створити силове поле, достатньо велике, щоб захистити реактивний літак її сім'ї від ракет за наполяганням матері. Кундерт-Гіббс пояснює нездатність Вайолет браком енергії, що, на думку автора, також відображено в її прямому плоскому волоссі та сутулій поставі. Однак Свіні стверджує, що нездатність Вайолет раптово викликати силове поле такої величини пов'язана з тим, що вона все ще не звикла до своїх здібностей, у використанні яких їй довгий час було відмовлено. Врятувавши себе та своїх дітей, Гелен вибачилася перед Вайолет за те, що змушувала її здійснити такий великий подвиг, але водночас попереджає доньку, що вони більше не можуть дозволити собі сумніватися у своїх здібностях, запевняючи її, що вона має прихований потенціал і «Коли прийде час, ти знатимеш, що робити. Це у тебе в крові». IGN визначив промову Гелен як наділення жінок, тоді як Вовелл назвав сцену «драматичним» моментом, у якому Вайолет вперше одягає свою маску і справді «стає героїнею», уточнюючи, що персонажка значно еволюціонує «з точки зору справжнього відкриття… та розвитку своїх сил». Згодом Вайолет навчиться використовувати свої здібності. За словами Свіні, наприкінці фільму Вайолет перетворюється з блідої фіалки на «Ультрафіолетову», у той час як Кевін О'Кіф з Mic написав, що Вайолет використовує «невидимість, виростаючи зі своєї власної чутливості». Кінокритик Salon Стефані Захарек висловила думку, що Вайолет повільно «відкриває, що, коли вона справді намагається, вона може створити міхур силового поля, який захищає всю її родину». Марі Несс з Tor.com вважає, що поступове прийняття Вайолет своїх сил підтверджує, що «щастя приходить лише після того, як люди приймають надзвичайне». Вовелл зауважилала, що до продовження Вайолет стала вмілою та впевненою настільки, що починає насолоджуватися своїми здібностями, «тому з початком нового фільму вона хоче більшого. Вона хоче використовувати свої здібності. Вона хоче там бути». Зрештою Вайолет не може встояти перед бажанням разом зі своєю родиною боротися зі злочинністю.
Вайолет може використовувати свою силу невидимості, щоб за бажанням зробити себе повністю або частково невидимою. Здатна досить швидко ставати невидимим, Майк Ворд з Richmond Times-Dispatch пожартував, що персонажка може зникнути швидше, ніж короткочасна президентська кампанія 2004 року політика Джона Керрі. Една створює для Вайолет суперкостюм, який автоматично стає невидимим щоразу, коли вона це робить. Силові поля Вайолет складаються з психічної енергії, оскільки вони створюються за допомогою її розуму. Її поля іноді демонструють антигравітаційний ефект на об'єкти, які вони оточують, і можуть використовуватися для відбиття обстрілів артилерії. Зазвичай сферичні, вона може використовувати їх, щоб оточити як себе, так і будь-кого, кого вона хоче захистити. Покращуючи свої здібності протягом фільмів, Вайолет стає досвідченою до такої міри, що може здійснювати значно більше подвигів зі своїми полями, здатною маніпулювати ними для створення різних ефектів. Вілкінсон вважає Вайолет найталановитішим членом її родини. Дописувач Hypable Аарон Локк погодився, що Вайолет «відчуває себе супергероєм з найбільшим потенціалом», особливо у «Суперсімейці 2». Однак особливо важка, тупа сила може призвести до того, що стіна її щита зіткнеться з нею під час удару та розсіється, роблячи її вразливою для атак. Згідно з журналом Ottawa Life Magazine, Вайолет частіше використовує свої силові поля, ніж невидимість, хоча обидві здібності виявилися корисними; у першому фільмі вона використовує обидві сили, щоб боротися з кораблями на повітряній подушці та роботом Синдрому. Крім того, Вайолет також була визнана геніальною особою.
Суперздібності Вайолет дуже схожі на суперздібності Невидимої леді (Сьюзан Сторм-Річардс), супергероїні коміксів Marvel і члена-засновника команди супергероїв Фантастична четвірка. Коли перший фільм вийшов у 2004 році, його шанувальники швидко визначили схожість між двома персонажками. Додаючи до IGN, історик коміксів Пітер Сандерсон назвав сили Вайолет "справжнім проявом впливу FF на «Суперсімейку». Подібно до класичних супергероїв Marvel, персонажка відчуває, що її сили відрізняють її від більшості людей, і через це вважає себе аутсайдеркою. За словами Еріка Ліхтенфельда, автора книги «Дій говорить голосніше: насильство, видовище та американський бойовик» (Action Speaks Louder: Violence, Spectacle, and the American Action Movie), персонаж також продемонстрував здатність маніпулювати енергією, яку виробляють її силові поля, подібно до супергероїні коміксів.

## Поява

### Фільми
Вайолет дебютувала у фільмі «Суперсімейка» (2004) як первісток і єдина донька Боба та Гелен Парр, пари супергероїв на пенсії, відомих у світі як Містер Неймовірний та Еластігерл. У персонажки є два молодших брата: Деш і Джек-Джек. Учениця молодшої школи з надлюдськими здібностями, яка може ставати невидимою і створювати силові поля, сором'язлива і невпевнена в собі, і воліла б бути «звичайним» підлітком, якому важко вписатися серед однолітків. Гелен відновлює роботу над супергероєм у пошуках Боба, а Вайолет разом із Дешем сідають на літак, який їхня мати веде до приватного острова Синдрому. Коли реактивний літак атакують ракети Синдрому, попри наполягання матері, Вайолет не може створити силове поле, достатньо велике, щоб захистити його пасажирів. Літак збивають, і родина опиняється на острові Синдрому. Гелен залишає Вайолет і Деша схованими в печері, заохочуючи Вайолет використовувати свої сили, коли це необхідно. Зрештою Вайолет і Деш переслідують поплічники Синдрому, змушуючи її використати свої сили, щоб вперше захистити себе та свого брата. Так вона починає повністю реалізувати свій потенціал, одночасно прагнучи оволодіти своїми здібностями, які раніше вона значною мірою придушувала. Вайолет допомагає своїй родині втекти з лігва Синдрому, використовуючи силове поле, щоб перешкодити електромагнітним полям, які їх ув'язнюють, перед тим, як повернутися до Метровіля, де вона об'єднується зі своєю родиною, щоб перемогти робота Синдрому. Після порятунку Джека-Джека Вайолет створює силове поле, щоб захистити родину від уламків літака Синдрому. На спортивних змаганнях Деша Вайолет нарешті набирається сміливості запросити Тоні на побачення.
Вайолет з'являється в сиквелі фільму «Суперсімейка 2» (2018), де вона отримує більше екранного часу. Фільм розповідає про те, як Вайолет одночасно намагається бути підлітком і супергероєм. Він розпочинається з того, що Вайолет і Тоні погодилися піти на перше побачення. Тоні стає свідком боротьби Вайолет та її родини з Підкопувачем виявляючи, що Вайолет є супергероїнею, коли вона несвідомо знімає свою маску в його присутності, спонукаючи його втекти. Вайолет захищає свою родину від Підривника, створюючи своє найпотужніше силове поле на той час. Незважаючи на обмеження знищення лиходія, супергерої залишаються поза законом, а Паррам заборонено використовувати свої сили, що засмучує Вайолет. Урядовий агент Рік Дікер стирає спогади Тоні про подію та ненавмисно стирає пам'ять Тоні про Вайолет взагалі, змушуючи Вайолет змиритися з наслідками. Сюжетна лінія Вайолет обертається навколо її боротьби з підлітковою тривогою, хлопчиків, побачень і підліткового віку тоді як мати Гелен, яку завербувала пара підприємців, щоб відновити публічний імідж супергероїв у надії знову легалізувати їх, залишає Вайолет та її братів і сестер під опікою Боба, яка стикається з проблемою виховання Вайолет, намагаючись змусити її почуватися краще, коли вона досліджує свій підлітковий роман. Хоча спочатку образилася на Боба за те, що Дікер стер спогади Тоні про неї до такої міри, що вона «відмовляється» від своєї супергеройської спадщини, Вайолет зрештою пропонує допомогу, усвідомивши, скільки зусиль її батько докладає для виховання своїх дітей. Вона відіграє важливу роль до і під час кульмінації фільму, допомагаючи врятувати своїх батьків і Фрозоне, а також координуючи план, як відвести суперяхту від міста. Наприкінці фільму Вайолет просто повторно представляється Тоні. Щойно герої починають своє перше побачення, Вайолет відкладає його, щоб допомогти родині боротися зі злочинцями, і обіцяє повернутися до нього згодом.

### Товари
Вайолет кілька разів з'являлася в інших медіа, а Вовелл повернулася, щоб озвучити персонажку в різних медіа-зв'язках і сувенірах, включаючи іграшки та мобільні телефони.

### Відеоігри
Серед відеоігор, у яких з'являється Вайолет, є оригінальна відеогра 2004 року, заснована на фільмі. Віолет з'являється здебільшого в невидимих місіях, використовуючи свою невидимість, щоб непомітно маневрувати повз охоронців і ворогів. Невидимість персонажки обмежена її Incredi-Meter який може значно вичерпатися під час використання її сил. На пізніших рівнях гравці можуть об'єднати сили Вайолет і Деша, щоб створити Incredi-Ball, у якому Вайолет оточує себе та Деша за допомогою силового поля, а Деш біжить у ньому, щоб просунути його вперед. Incred-Ball був визнаний практично незнищенним. На деяких платформах Вайолет може використовувати силові поля для левітації інших об'єктів. У негативній рецензії Алекс Наварро з GameSpot описав рівні Вайолет як, можливо, «найгіршу з усіх, кого може запропонувати гра» через часові обмеження, які обмежують її невидимість, що робить «важким визначити, коли охоронець помітить вас чи не помітить». Подібним чином Патрік Гарратт із Eurogamer писав, що молодшим дітям буде все важче грати за Вайолет через тенденцію персонажки швидко «вичерпувати неймовірну силу», що обмежує її здатність «пробратися до кінця рівня», тоді як Дюк Ферріс із Game Revolution визнав, що рівні скритності персонажа «особливо слабкі». The Incredibles: When Danger Calls (2004) містить 10 міні-ігор, які обертаються навколо Вайолет та решти її родини, зокрема використання здібностей Вайолет, щоб уникнути складних ситуацій. Персонажі спочатку граються, коли їх секрети ідентифікуються, перш ніж гравці розблокують рівні, на яких потім вони можуть грати як свої надлюдські альтер-его. Є дві міні-ігри, які обертаються навколо Вайолет та її здібностей. У першому, «Щоденникова драма Вайолет» (Violet's Diary Drama), вона проектує силові поля, щоб перехопити Деша та не дати йому вкрасти її речі, тоді як у «Вайолет в оточенні» (Violet Surrounded) персонаж використовує силове поле, щоб захистити себе від зустрічних снарядів і відбити їх назад на поплічників Синдрому.
У Kinect Rush: A Disney Pixar Adventure (2012) гравці досліджують шість світів, заснованих на різних фільмах Pixar, об'єднуючи їх із Вайолет на деяких рівнях, присвячених суперсімейці, щоб обходити небезпеки та перешкоди. Вайолет доступна як додаткова фігурка для Disney Infinity (2013), яка ділиться своїми здібностями з фільму (її силові поля в грі ідентифікуються як «плазмові щити»). Після використання персонаж стає персонажем гравця, і його можна використовувати в режимі Toy Box, ігровому наборі The Incredibles і її власній пригодницькій місії Violet's Stealth Mission, у якій гравець використовує Вайолет, щоб отримати якомога більше колекційних предметів, залишаючись непоміченим для прожекторів протягом обмеженого періоду часу. Вайолет з'являється як персонаж гравця разом зі своєю родиною в Lego The Incredibles (2018), де її силові поля можна використовувати для перехоплення лазерних систем безпеки. На ранніх рівнях Вайолет об'єднується з Еластігерл і Дешем, щоб врятувати Містера Неймовірного від Синдрому; титульна родина найчастіше працює разом, щоб подолати перешкоди, такі як Вайолет, що левітує над отруйними речовинами, щоб допомогти Дешу. Вона також з'являється в інших іграх.

### Комікси та книги
У 2004 році видавництво Dark Horse Comics опублікувало чотиривипускний міні-серіал коміксів «Суперсімейка», написаний режисерами Бредом Бердом і Полом Олденом і намальований Рікардо Руїсом і Рамоном К. Пересом. Він був зібраний у торговій м'якій обкладинці, опублікованій у 2005 році.
На початку 2009 року студія Boom! Studios опублікувала чотири випуски міні-серіалу коміксів «Суперсімейка: Сімейні справи» письменника Марка Вейда та художника Марсіо Такари. Пізніше того ж року Boom! представив прем'єру щомісячної серії під назвою просто «Суперсімейка», де Вейд разом з Лендрі Вокером писав випуски з 0 по 7, після чого Вокер писав серію самостійно. Різні художники ілюстрували серію з 15 випусків, які були зібрані в чотирьох книжкових палітурках. Серія має рейтинг 8,0 з 10 на сайті агрегатора рецензій Comic Book Round Up.
У 2004 році була опублікована дитяча книжка за мотивами «Суперсімейки» під назвою «Суперсімейка: Неймовірний щоденник Вайолет», написана дитячим письменником Річардом Данвортом. Книга, описана як «розповідь Вайолет», наслідує фільм, хоча й написана з точки зору Вайолет у формі щоденника.

## Відгуки

### Критична оцінка
Вайолет отримала схвальні відгуки кінокритиків. Дженніфер Фрей із Washington Post описала Вайолет як «миттєво знайому дівчинку-підлітка, яка сумує за симпатичним хлопчиком, свариться зі своїм маленьким братом і так невпевнена в собі». Окрім того, що Джошуа Тайлер із CinemaBlend оцінив рішення Pixar взяти на роль менш відому Вовелл, він назвав Вайолет своїм «улюбленим персонажем» у «Суперсімейці», похваляючи її численні «моменти, гідні мурашок, коли вона починає приймати те, ким вона є». Підкреслюючи глибину персонажів фільму, Джулія Еммануеле з Hollywood.com зауважила, що через Вайолет глядачі «зрозуміють, наскільки незграбним і невпевненим може бути підліток, навіть без додавання надздібностей». Абрагам Рісман з Vulture.com описав голос Воуелл як «чудовий». На додаток до похвали за гру Вовелл, Карла Мейер з San Francisco Chronicle написала, що її героїня зрештою «виявляється найбільш симпатичним членом сім'ї». У ретроспективному огляді Джонатон Дорнбуш з IGN назвав «почуття ізоляції та нерозуміння Вайолет» серед головних причин, чому «Суперсімейка» залишається «глибоко пов'язаним, довговічним фільмом» і «одним із найкращих у Pixar». Кінокритик Slate Девід Едельштейн визнав складність анімації волосся Вайолет, назвавши її здатність створювати силові поля «від чого перехоплює подих».
Жермен Люсьє з io9 назвав Вайолет «можливо [однією з] найкращих частин „Суперсімейки 2“», написавши, що її «шлях через підлітковий вік не тільки дає їй чудову арку, але й справді веселі та незручні моменти». Баррі Герц із The Globe and Mail знайшов дизайн та анімацію Вайолет особливо вражаючими, порівнявши сцену, у якій вона сушить волосся, із «поглядом на майбутнє анімації, де реальне й нереальне переплітаються одне з одним». Патрісія Пуентес з CNET вважає, що роль Вайолет у фільмі надихає дівчат-підлітків, хвалечи рішення героїні повторно представитися Тоні та, зрештою, вибрати боротьбу зі злочинністю замість їхнього побачення, підсумовуючи: «Ця дівчина-підліток воліє ловити поганих хлопців, тому що вона герой, і це її покликання, а не зустрічатися з хлопець, який їй подобається». Редакторка The Ringer Джульєт Літман назвала Вайолет «гальванізуючою силою» у сиквелі, відзначивши, що вона «рухала сюжет у вирішальні моменти і вливала непідробні емоції в» комедійний фільм. Літман також похвалила Вовелл за те, що вона знайшла «точний баланс між серйозністю і безтурботністю», необхідний для її ролі, і зробила висновок, що стало важко уявити Вайолет у виконанні будь-якої іншої актриси. Письменник Syfy Wire Крісті Пучко описала реакцію Вайолет на те, що Тоні її покинув, як «дуже знайому». Пишучи для Vulture.com, Едельштейн назвав «чудово чути Сару Вовелл та її милозвучне крякання у ролі дратівливої Вайолет», описуючи її як «квінтесенцію блискучої, але постійно враженої та злої дівчини-підлітка». Ентоні Лейн із The New Yorker писав, що Вовелл «майстерно передає інтонації підліткової мови — то в'язливу, то боязку, але тут і там торкається рішучості, яка може просто врятувати ситуацію».
Деякі критики скаржилися, що у сиквелі персонаж був недостатньо використаний. Співавтор CNET Майк Соррентіно написав, що акцент у фільмі на Гелен і Бобі призводить до того, що Вайолет «протягом більшої частини фільму відсувається на другий план», тоді як Тім Грірсон із Screen Daily написав, що «незручні побачення персонажа проходять надто швидко». Моллі Фрімен для Screen Rant зауважила, що арка персонажки «значною мірою існує, щоб служити власній сюжетній лінії Боба». Пишучи, що хоча сюжетна лінія Вайолет має «великий потенціал», «досліджуючи, як дитина з надздібностями, яка росте у світі, де супергерої нелегальні, може вплинути на її почуття власної гідності», Фрімен критикує її за те, що вона «зводиться або до фокусування на її особистих стосунках, або до створення виклику для Боба, який він повинен подолати». Однак критикеса відзначила, що Вайолет надано кілька можливостей «продемонструвати [свої] візуально переконливі суперсили».

### Подяки
Виступ і характер Вовелл виявилися особливо популярними серед молодих жінок і дівчат-підлітків, від яких вона продовжує отримувати позитивні відгуки. Cosmic Book News назвав Вайолет «підлітковою королевою сарказму», тоді як Мішель Ліма з Oh My Disney написала, що персонажка може похвалитися «деякими справді дивовижними навичками сарказму». Ана Луїза Суарес з Hollywood.com вважає сарказм Вайолет одним із «15 причин, чому „Суперсімейка“ є найкращим фільмом про супергероїв». Журнал Rolling Stone поставив Вайолет на 20-е місце в категорії «Найкращий персонаж фільму Pixar», випередивши «Містера Неймовірного» (24-те), а авторка Алісса Вілкінсон назвала її «суперрозумною… що робить момент, коли вона нарешті перетворюється на впевнену супергероїню… набагато чудовішим». Hypable назвав Вайолет третім найкращим супергероєм «Суперсімейки 2», а автор Аарон Локк написав: «Було б чудово побачити, як Вайолет взялася за власне розслідування».
Паджиба назвала Вайолет дев'ятою найкращою жіночою персонажкою Pixar. IndieWire поставив роботу Вовелл на 19 місце серед найкращих робіт Pixar, написавши, що її «химерні інтонації чудово передають тип дівчини, яка хотіла б (і в цьому випадку дійсно може) відійти на другий план», продовжуючи: «Те, як вона зрештою знаходить свій власний голос, є одним з найбільш зворушливих аспектів фільму». Подібним чином The Playlist також поставив Вовелл на 19 місце. The Cinemaholic назвав «Суперсімейку» третім найкращим фільмом із невидимими персонажами, а автор Кларисс Тенрейро написала, що Вайолет «володіє, мабуть, найкрутішою силою» персонажів фільму. У 2017 році Вайолет стала джерелом натхнення для статті BBC «Чи може „силове поле надпотужності“ захистити нас від гакерів?», у якій автор технологій Метью Волл кілька разів порівняв антишкідливе програмне забезпечення фірми з кібербезпеки Bromium зі здібностями персонажки.